# Guillaume Crétin
Guillaume Crétin  (* 1460; † November 1525) war ein französischer Geistlicher und Dichter.

## Leben und Werk
Crétin war in Paris Hofkaplan, Hofdichter und 1523 Kantor in der Sainte-Chapelle. Die Literarische Gruppe der Grands rhétoriqueurs zählte ihn zu ihren Mitgliedern. Jean Lemaire de Belges betrachtete ihn als seinen Lehrer, Clément Marot bewunderte ihn, François Rabelais allerdings verspottete ihn als den Kater Raminagrobis. Er galt als Meister der rime équivoque, d. h. eines Reimpaars, das ein Wortspiel einschließt: « Peuples en paix te plaise maintenir,/Et envers nous si bien la main tenir,/Qu'après la vie avons fin de mort sûre/Pour éviter infernale morsure. » Aus heutiger Sicht wirken viele seiner Texte überladen (obèse „fettleibig“, nach dem Urteil von Robert Sabatier).

## Werke
- Chants royaulx et aultres petitz traictez, Galliot du Pré, 1527.
- Déploration de Guillaume Cretin sur le trépas de Jean Okeghem, musicien, premier chapelain du roi de France et trésorier de Saint-Martin de Tours, Paris, A. Claudin, 1864; Paris, H. Baron, 1965.
- Débat entre deux dames sur le passetemps des chiens et des oiseaux. Poème. Suivi de la Chasse royalle. Poème, Paris, Librairie des bibliophiles, 1882.
- Oeuvres poétiques de Guillaume Crétin, hrsg. von  Kathleen Chesney, Paris, Firmin-Didot, 1932; Genf, Slatkine, 1977.